# Dnistrîk, Starîi Sambir
Dnistrîk (în ucraineană Дністрик) este un sat în comuna Ripeana din raionul Starîi Sambir, regiunea Liov, Ucraina.

## Demografie
Componența lingvistică a localității Dnistrîk
     Ucraineană (100%)
Conform recensământului din 2001, toată populația localității Dnistrîk era vorbitoare de ucraineană (100%).